# Thomas Sotheron-Estcourt
Thomas Henry Sutton Sotheron-Estcourt (ur. 4 kwietnia 1801, zm. 6 stycznia 1876), brytyjski polityk, członek Partii Konserwatywnej, minister w drugim rządzie lorda Derby’ego.

## Życiorys
Do 1839 r. nosił nazwisko "Bucknall-Estcourt". Był najstarszym synem deputowanego do Izby Gmin Thomasa Bucknalla-Estcourta i Eleanor Sutton, córki Jamesa Suttona. Wykształcenie odebrał w Harrow School oraz w Oriel College na Uniwersytecie Oksfordzkim. W 1830 r. poślubił Lucy Sotheron, córkę admirała Franka Sotherona i w 1839 r. zmienił nazwisko na "Sotheron", aby móc odziedziczyć posiadłości teścia. W 1855 r. zmienił nazwisko na "Sotheron-Eastcourt".
W 1829 r. został wybrany do Izby Gmin jako reprezentant okręgu Marlborough. Miejsce w parlamencie utracił w 1832 r. Do Izby Gmin powrócił w roku 1835 jako reprezentant okręgu Devizes. Od 1844 r. reprezentował okręg wyborczy North Wiltshire. W latach 1858–1859 był przewodniczącym Rady Praw Ubogich. W 1859 r. na krótko został ministrem spraw wewnętrznych. W Izbie Gmin zasiadał do 1865 r.